# マルバカイドウ
マルバカイドウ（学名：Malus prunifolia var. ringo）は、バラ科リンゴ属の耐寒性落葉高木。セイシ、キミノイヌリンゴ等の別名がある。

## 特徴
中国北部原産の落葉小高木。イヌリンゴの変種で白紅色の花を咲かせる。花が咲いた後の林檎に似た小さな赤い実は、あまり食用には適さない。リンゴの台木としてよく使用される。葉は広楕円形で裂片葉は生じず、果実の萼は離脱しない。近縁種はウケザキカイドウ（別名ベニリンゴ、リンキ）など。

## 利用
リンゴの接木の台木に使われる。
幻のリンゴと呼ばれている彦根りんごは、マルバカイドウの台木に接ぎ木して往時の品種に近いりんごの栽培を試みられ、2007年4月に花が開花、同年8月に実が収穫された。